# Nolina
Nolina é um género botânico pertencente à família Ruscaceae. É conhecida no Brasil como Pata-de-Elefante, devido à sua base do caule.
1. ↑  «Nolina — World Flora Online». www.worldfloraonline.org. Consultado em 19 de agosto de 2020